# Elektrownia jądrowa Chooz

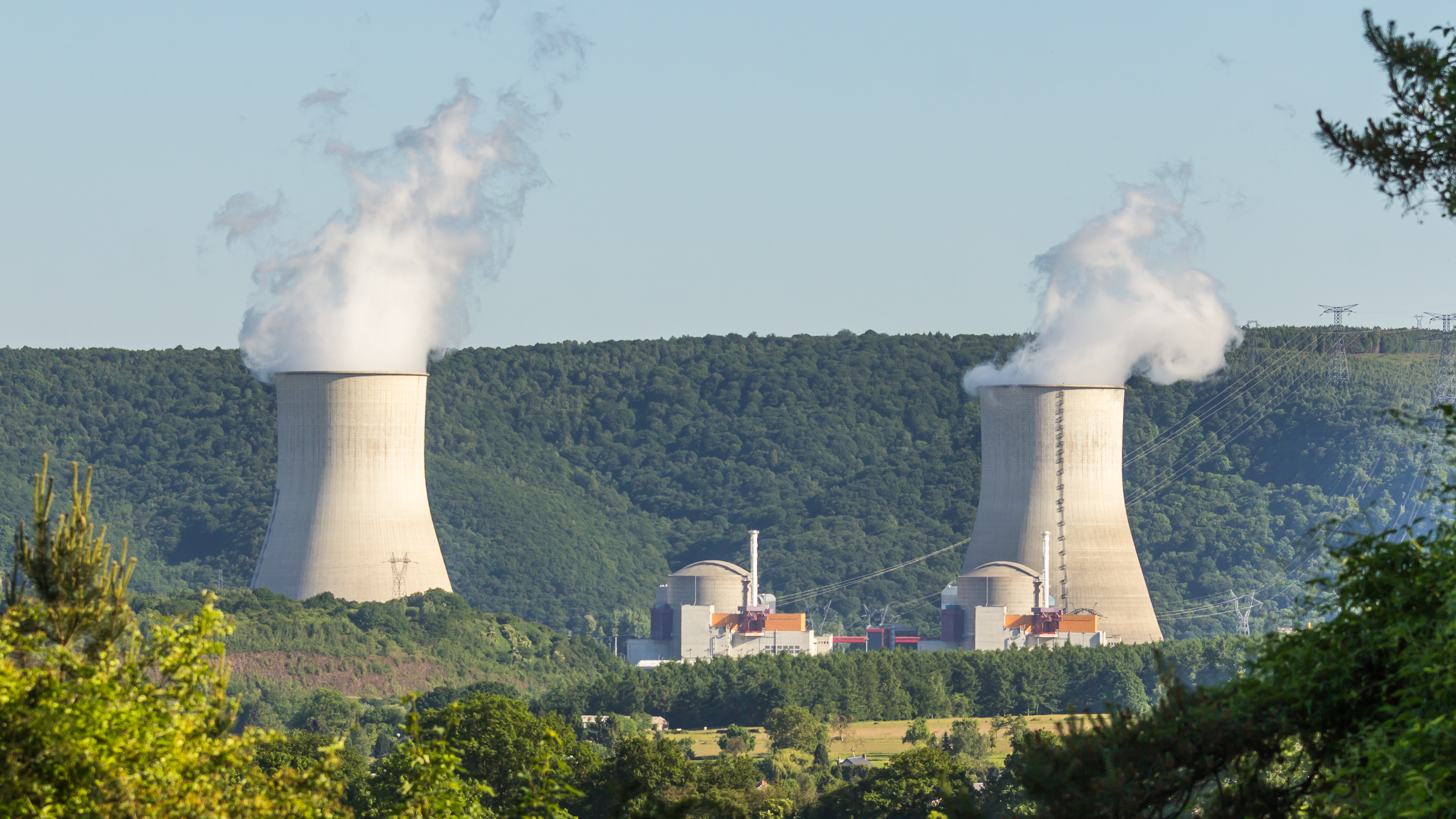
Elektrownia jądrowa Chooz

Elektrownia jądrowa Chooz (fr. Centrale Nucléaire de Chooz) – francuska elektrownia jądrowa położona w sąsiedztwie miasta Chooz, w regionie Szampania-Ardeny, w zakolu rzeki Mozy. Elektrownia posiada trzy bloki energetyczne, z czego jeden nieczynny. Właścicielem i operatorem jest Électricité de France. Zbudowana przez Bouygues; turbiny dostarczył Alstom.
Reaktory Chooz były źródłem neutrin dla eksperymentu CHOOZ. Obecnie prowadzony jest drugi podobny eksperyment, Double Chooz.

## Elektrownia
Pierwszy blok elektrowni, A, posiadał prototypowy reaktor PWR, który został wyłączony w 1991. Działające bloki B1 i B2 wykorzystują reaktory PWR typu N4. Wykonywane jest również studium wykonalności budowy czwartego bloku, z reaktorem EPR.
Elektrownia zatrudnia około 700 osób.

### Reaktory
| Nazwa bloku | Typ reaktora      | Producent      | Właściciel            | Operator                                              | Rozpoczęcie budowy | Stan krytyczny       | Włącz. do sieci  | Działalność komercyjna | Trwałe wyłączenie    | Moc elektr. netto | Moc elektr. brutto | Moc termiczna |
| ----------- | ----------------- | -------------- | --------------------- | ----------------------------------------------------- | ------------------ | -------------------- | ---------------- | ---------------------- | -------------------- | ----------------- | ------------------ | ------------- |
| Chooz-A     | PWR (Chooz-A)     | ACEC-Framatome | Électricité de France | Societe D'energie Nucleaire Franco-Belge Des Ardennes | 1 stycznia 1962    | 18 października 1966 | 3 kwietnia 1967  | 15 kwietnia 1967       | 30 października 1991 | 305 MW            | 320 MW             | 1040 MW       |
| Chooz-B1    | PWR (N4 REP 1450) | Framatome      | Électricité de France | Électricité de France                                 | 1 stycznia 1984    | 25 lipca 1996        | 30 sierpnia 1996 | 15 maja 2000           | -                    | 1500 MW           | 1560 MW            | 4270 MW       |
| Chooz-B2    | PWR (N4 REP 1450) | Framatome      | Électricité de France | Électricité de France                                 | 31 grudnia 1985    | 10 marca 1997        | 10 kwietnia 1997 | 29 września 2000       | -                    | 1500 MW           | 1560 MW            | 4270 MW       |